# Acanthodactylus taghitensis
Acanthodactylus taghitensis är en ödleart som beskrevs av  Geniez och FOUCART 1995. Acanthodactylus taghitensis ingår i släktet fransfingerödlor, och familjen lacertider. Inga underarter finns listade i Catalogue of Life.